# Therese Šip
Therese Šip (15. August 1883 – 28. September 1969) war eine österreichische Politikerin (SPÖ) und Fürsorgerätin.

## Leben
Šip engagierte sich bereits als Jugendliche politisch. Nach dem „Anschluss Österreichs“ an das Dritte Reich im März 1938 half sie bedrohten Menschen, Möglichkeiten der Flucht vor den Nationalsozialisten wahrzunehmen. Sie setzte sich zeitlebens für die Ärmsten der Gesellschaft ein. Von 1946 bis 1959 leitete sie das Fürsorgeamt im 6. Bezirk von Wien vor. 31 Jahre lang war sie Bezirksrätin in Mariahilf und zog sich erst im Alter von 80 Jahren aus dieser Funktion zurück.

## Gedenken
Im Jahr 2004 wurde eine Parkanlage an der Kreuzung Linke Wienzeile zur Brücken- bzw. Mollardgasse in Therese-Sip-Park benannt. Der Park wurde von der Berufsschule für Gartenbau und Floristik angelegt.